# استفان زابو (نحات)
استفان زابو (بالمجرية: Szabó István)‏ (و. 1903 – 1992 م) هو نحات مجري، توفي عن عمر يناهز 89 عاماً.

## جوائز
حصل على جوائز منها:
- نيشان الفنون والآداب من رتبة قائد (17 يناير 2013)[1]
- جائزة المنافسة العامة  [لغات أخرى]‏ (1946)